# Ralph Garr
Ralph Allen Garr (Monroe, Luisiana, 12 de diciembre de 1945), más conocido como Ralph Garr, es un exjugador profesional estadounidense de béisbol que se desempeñó en la posición de jardinero izquierdo en las Grandes Ligas de Béisbol (MLB).

## Carrera
Garr jugó como profesional ocho temporadas en Atlanta Braves (1968-1975), después pasó a Chicago White Sox (1976-1979), luego a California Angels, donde jugó dos temporadas (1979-1980), y fue el equipo en el que se retiró.

## Títulos
Fue campeón de bateo de la Liga Nacional en una oportunidad (1974).